# الزواج في البهائية

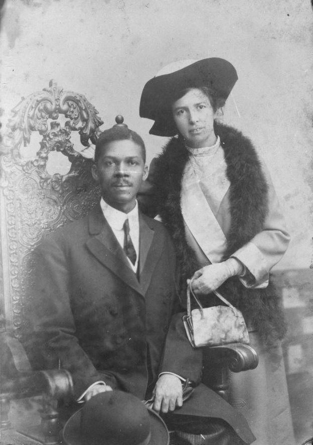
صورة لويس ج. جريجوري وزوجته لويزا ماثيو جريجوري، أول زواج بين أعراق مختلفة في المجتمع البهائي في الولايات المتحدة

الزواج البهائي هو اتحادٌ بين رجلٍ وامرأةٍ، يهدف إلى تعزيز روابط الانسجام، والألفة والوحدة الجسدية والروحانية معًا بين الزوجين. طبقًا للتعاليم البهائية، يُعتبر الزواج حصناً للنجاح والفلاح، كما تعتبر البهائية الزواج والعائلة أساسًا لبناء المجتمع الإنساني.

## مفهوم الزواج في البهائية
تشير التعاليم البهائية إلى الزواج على أنه حصنٌ للنجاح والفلاح الأبديين، وتعتبر الزواج والعائلة أساساً لبنية المجتمع. على الرغم من أن البهائية تُعلق اهتمامًا خاصًا على الجانب الجسدي لارتباط الزوجين، إلا إنها تعتبر الاتحاد الروحي للزوجين أكثر أهميةً. يُشير عبد البهاء إلى ما يلي:
«ولكنّ زواج أهل البهاء يجب أن يكون ارتباطًا جسمانيًّا وروحانيًّا معًا. ولأنّ كليهما يسكران من نفس القدح، وينجذبان إلى طلعةٍ واحدةٍ لا مثال لها، ويحييان بنفس الروح، ويتنوّران بأنوارٍ واحدةٍ، وهذه روابط روحانيّةٌ واتّحادٌ أبديٌّ. وكذلك الأمر في العالم الجسمانيّ، فبينهما أيضًا ارتباطٌ محكمٌ متينٌ. وعندما يكون الارتباط والاتّحاد والاتّفاق من حيث الروح والجسم، فتلك وحدةٌ حقيقيةٌ، ولهذا تكون أبديّة. أمّا إذا كان الاتّحاد من حيث الجسم فقط، فمن المؤكّد أنّه سيكون مؤقتًا، وعاقبته الفراق المحقق. لذا على أهل البهاء عندما يُقدمون على الزواج، أن يكون الاتّحاد بينهم حقيقيًا، والارتباط معنويًا، والاجتماع روحانيًا وجسمانيًا، حتى تكون هذه الوحدة في جميع مراتب الوجود وفي جميع العوالم الإلهية أبدية، لأن هذه الوحدة الحقيقية هي جلوة من نور محبّة الله». 
يعتقد البهائيون أن أعظم مظاهر وحدة الجنس البشري هو وحدة العائلة؛ لذلك وطبقًا لهذا المبدأ، فإن وحدة الجنس البشري يجب أن تبدأ باتفاق الرجال والنساء، واتحاد العائلة، لتنمو وتتطور بعد ذلك. ويبيّن بيت العدل الأعظم: «ظهر بهاء الله في هذا العالم لإيجاد الاتحاد، ووحدة العائلة هي أساس الاتحاد». يتطلب هذا رؤيةً روحانيةً للزواج؛ فلا يكتفي الزوجان بسعادتهما وراحتهما فقط، بل ينشدان كذلك وحدةً وسعادةً أعظم، تشمل العائلة الإنسانية ككل، ويسعيان معاً لتحقيقها.

## الأحكام البهائية بخصوص الزواج
الزواج ليس فرضًا في الدين البهائي، لكن بهاء الله حثّ أتباعه على الزواج، وذكره في الكتاب الأقدس: «تزوّجوا يا قوم ليظهر منكم من يذكرني بين عبادي، هذا من أمري عليكم، اتخذوه لأنفسكم معينًا». إن العمر الأدنى للزواج في الدين البهائي، وفقاً للكتاب الأقدس، هو سن الرشد، والذي حدده بهاء الله بسن الخامسة عشر لكلا الجنسين.
يشجع الدين البهائي أتباعه على التحقق من شخصية الشريك قبل الزواج، وأن يتعرف الطرفان على بعضهما جيدًا قبل اتخاذ قرار الارتباط، إذ يجب أن يكون الهدف من الزواج هو تأسيس رابطةٍ أبديةٍ بينهما. وبالرغم من أن قرار الزواج واختيار الشريك يجب أن يتم من قِبَل كلا الطرفين، لكن عندما يقرر الشاب والفتاة الزواج، يشترط موافقة والديّ كلٍ من الشاب والفتاة الأحياء (حتى لو كانا غير بهائيين)، إن الهدف من هذا الحكم هو تقوية الروابط بين العائلتين، وتفادي وقوع نزاعاتٍ وخصوماتٍ بين العائلتين لاحقًا، كما يعكس هذا الحكم أهمية احترام وتقدير الأبناء للوالدين.
الاقتران الأبعد هو الأفضل حسب التعاليم البهائية. فالزواج من غير الأقارب من أعراقٍ وبلادٍ مختلفةٍ هو أمرٌ ممدوحٌ ومحبّذٌ. وقد شجع عبد البهاء اختلاط الأعراق في الزواج، ويسمح للبهائيين رجالاً كانوا أم نساءً بالاقتران من أيّ دينٍ أو معتقدٍ.
إن مراسم عقد الزواج البهائي بسيطةٌ جدًا. ومن أهم شروط الزواج البهائي هو بلوغ الزوجين السن الأدنى للرشد (15 عاماً)، وموافقة الزوجان ووالديهما، وأن تتلو الزوجة آية الزواج «إنا كلٌ لله راضيات»، ويتلو الزوج «إنا كلٌ لله راضون»، وذلك بحضور شاهدين على الأقل. ويجب أن تتم إجراءات عقد الزواج تحت إشراف هيئة المحفل الروحاني المحلي، والتي مهمتها هي التأكد من تطبيق جميع اشتراطات عقد الزواج البهائي.
يعتبر المهر في البهائية هديةٌ من الزوج لزوجته، وقد تم تحديد الحد الأدنى والأقصى للمهر. فإذا كان الزوج من أهل المدينة، تتراوح قيمة المهر من وحدةٍ واحدةٍ من الذهب كحدٍ أدنى إلى 5 وحداتٍ من الذهب كحدٍ أقصى، وإذا كان الزوج من أهل القرى، تكون قيمة المهر وحدةً واحدةً من الفضة كحدٍ أدنى، و5 وحداتٍ من الفضة كحدٍ أقصى. وتعادل الوحدة الواحدة 19 مثقالاً. ولا يُنظر إلى مكان سكن الزوجة عند تحديد قيمة المهر، بل تُحدّد فقط بالاعتماد على ما إذا كان الزوج من أهل المدن أو من أهل القرى. وقد حثّ بهاء الله أتباعه على الاكتفاء بالحد الأدنى من المهر (وحدةً واحدةً من الفضة)، حتى الأغنياء منهم.
الطلاقٌ مسموحٌ به في الدين البهائي وفقاً لضوابط وأحكام محددة، لكنه مكروهٌ، وينصح بتجنبه ما أمكن. يُعتبر الزواج في العقيدة البهائية رباطٌ مقدسٌ ولا يجوز فكّ هذا الرباط إلا في الحالات المستعصية التي يكون الطلاق فيها هو الحل الوحيد. بعد قرار الانفصال، على الزوجين التريّث لمدة سنةٍ كاملةٍ للبث في أمر الطلاق، ويُطلق على هذه المدة في البهائية سنة الاصطبار أو التصبر. خلال هذه المدة، يفترق الزوجان في المسكن، وإذا ما حصلت الألفة وتمت المصالحة بين الطرفين في أي وقتٍ خلال سنة الاصطبار وقرر الطرفان الرجوع إلى بعضهما والعيش معًا، يُعتبر قرار الطلاق لاغيًا، وزواجهما صحيحًا، ويمكنهما معاودة العيش معًا. فيما عدا ذلك، إذا انتهت السنة المحددة، يُعتبر الطلاق حاسمًا، ويجوز لكلا الطرفين بعد ذلك الزواج من شخصٍ آخرٍ في حال رغبته/ رغبتها.
إن العلاقات الجنسية في الدين البهائي محصورةٌ في نطاق الزواج وبين الزوجين فقط. تؤكد التعاليم البهائية على أهمية العفة والطهارة قبل الزواج والإخلاص التام للشريك بعد الزواج. ولا يُسمح في الدين البهائي بتعدد الزوجات وكذلك الزواج المؤقت (المتعة).

## وصلات خارجية
- الكتاب الأقدس